# Simón I de Montfort
Simón I de Montfort (fallecido en 1087) fue el tercer señor de Montfort-l'Amaury.
Era el hijo de Amalarico I, señor de Montfort, y de Bertrada de Gometz.
Continuó el trabajo iniciado por su padre y su abuelo y construyó en el pueblo la iglesia de San Pedro y la capilla de San Lorenzo.

## Matrimonios y descendencia
Se casó por primera vez con Isabel, hija de Hugo I de Broyes, llamado «Bardoul», señor de Broyes y Pithiviers. Tuvieron tres hijos:
- Amalarico II (1056-1089), señor de Montfort.
- Isabel, casada con Raúl II de Tosny (fallecido en 1102), señor de Conches.
- Guillermo (fallecido en 1101), obispo de París desde 1095 hasta 1101.

Al enviudar, pidió a Ricardo de Évreux, conde de Évreux, la mano de su hija Inés, pero este último lo rechaza. Fue entonces cuando el medio hermano de Inés, Raúl de Tosny, la secuestra por la noche y la lleva a Montfort. Simón e Inés se casaron, y Raúl recibió en gratitud la mano de Isabel, hija del primer matrimonio de Simón. Inés de Évreux dio a luz a cuatro hijos:
- Ricardo (c. 1066 – 1092), señor de Montfort, muerto en un ataque a la abadía de Conches.[1]
- Simón II (fallecido en 1101), señor de Montfort.
- Bertrada (fallecida en 1117), se casó en 1089 con Fulco IV (1043-1109), conde de Anjou, luego, en 1092 se casó con Felipe I (fallecido en 1108), rey de Francia.
- Amalarico III (fallecido 1137), señor de Montfort y conde de Évreux.